# Masaya (departement)

Masayas läge i Nicaragua

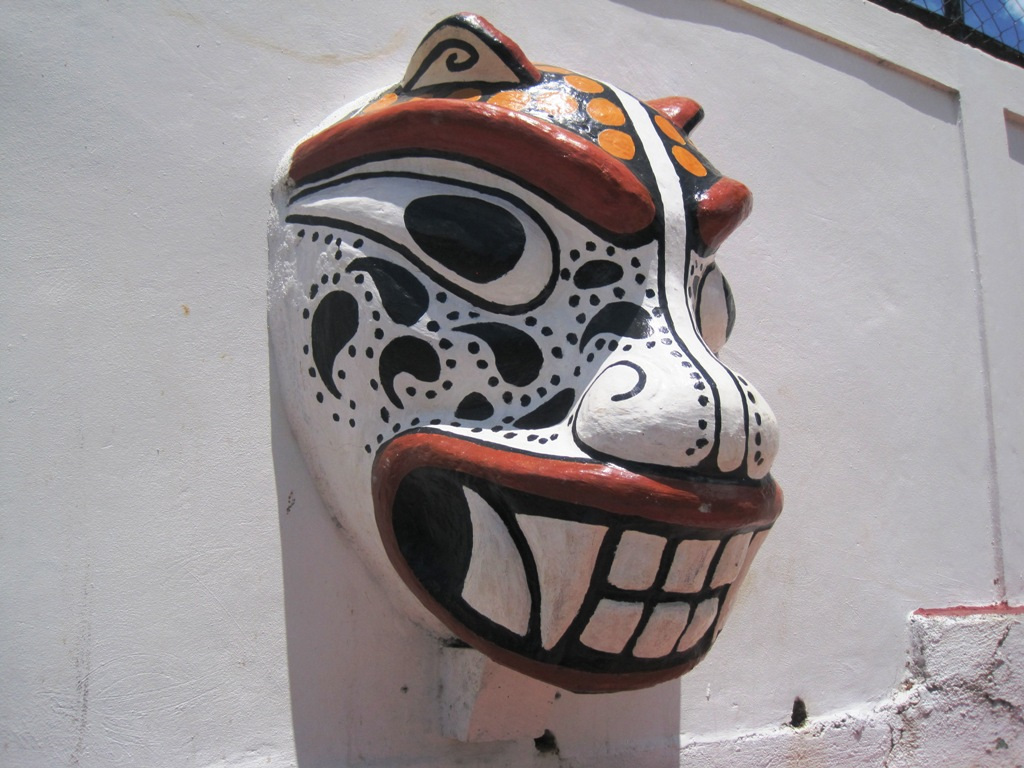
San Juan de Oriente, Masaya

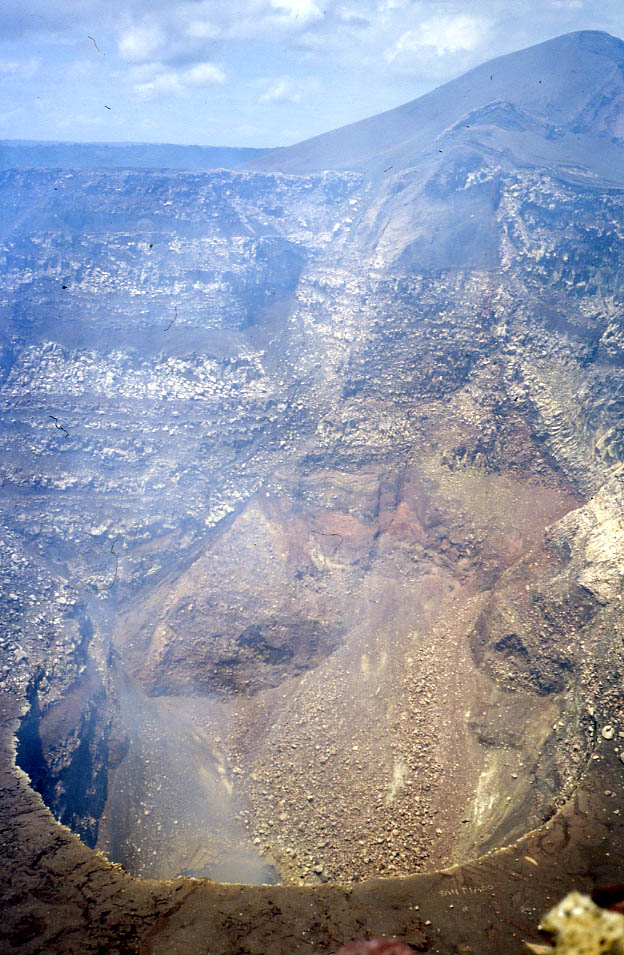
Vulkankratern Masaya

Masaya är ett av 15 departement i Nicaragua. Masaya är landets minsta departement efter yta, med sina 590 km² land. Masaya är dock relativt tätbefolkat och hade 2005 en folkmängd på 317 500 invånare, vilket är betydligt fler än i departement som är avsevärt större ytmässigt än Masaya.
Det finns tre stora sjöar i Masaya. Masayasjön, Laguna de Apoyo och Laguna de Tisma. De är båda resultat av vulkanisk aktivitet. Det finns flera vulkaner i Masaya. Den största har samma namn och har en enormt djup krater. Vulkanen är fortfarande aktiv och aktivitet kan synas lite då och då. Vid vulkanen finns en stor nationalpark innehållande två vulkaner och fem kratrar.
Huvudstaden i Masaya heter också Masaya och har 146 000 invånare. Den ligger bara ca 8 km ifrån vulkanen och är i stor risk vid ett eventuellt utbrott.
El Coyotepe är ett historiskt fort i Masaya, som användes som fängelse när Somozafamiljen styrde Nicaragua. Det har blivit en av Nicaraguas mest populära turistattraktioner.

## Kända personer från Masaya
- Enrique Bolaños Geyer - Nicaraguas president  2002-2007.
- Augusto César Sandino (1895-1934) - känd revolutionär och motståndsledare, har givit namn åt Sandiniströrelsen.

## Kommuner
Departementet har nio kommuner (municipios):
1. Catarina
2. La Concepción
3. Masatepe
4. Masaya
5. Nandasmo
6. Nindirí
7. Niquinohomo
8. San Juan de Oriente
9. Tisma